# Линн, Ричард
Ри́чард Ли́нн (англ. Richard Lynn; 20 февраля 1930, Бристоль — 17 июля 2023) — британский психолог, доктор философии по психологии. До 2019 года был эмерит-профессором психологии Университета Ольстера, затем титул был отозван университетом.

## Биография
Сын ботаника и генетика Сидни Кросса Харланда (Sydney Cross Harland, 1891—1982), известного трудами по генетике хлопка. Родители Линна развелись, когда он был ещё ребёнком, и он вновь встретился с отцом лишь в 1949 году, когда тот вернулся в Великобританию из Перу и был назначен профессором генетики Университета Манчестера.
Получил психологическое образование и степень Ph.D. по психологии в Кембриджском университете. Был деканом факультета психологии в университете Ольстера.
В апреле 2018 года уже после выхода учёного на пенсию Ольстерский университет лишил Линна звания почётного профессора психологии, придя к заключению, что тот предлагает читателям «идеи расистского и сексистского характера».
Известен своими исследованиями в области человеческого интеллекта, ряд положений которых вызвали широкую дискуссию. Автор монографий «Коэффициент интеллекта и богатство народов» (англ. IQ and the Wealth of Nations) (2002) и «Коэффициент интеллекта и глобальное неравенство» (англ. IQ and Global Inequality) (2006), написанных в соавторстве с Тату Ванханеном. Индекс Хирша 77 (апрель 2025).
Умер 17 июля 2023 года.

## Карьера

### Публикация о вековом повышении IQ
В 1982 году Ричард Линн опубликовал статью о поколенческом увеличении производительности тестов IQ, теперь известном как эффект Флинна. Линн сделал публикацию немного раньше публикаций Джеймса Флинна, задокументировавших тот же феномен. Некоторые исследователи назвали это явление «эффектом Линна-Флинна» как способ признания вклада обоих авторов.

### Евгеника и дисгеника
Линн опубликовала две книги, «Дисгеника» (1996) и «Евгеника» (2001), а также несколько статей, показывающих наличие дисгенической фертильности в отношении интеллекта и моральных качеств. В его книге «Дисгеника» представлены доказательства того, что примерно с 1880 года современное население генетически ухудшается в отношении здоровья, интеллекта и моральных качеств. Он объяснил генетическое ухудшение здоровья улучшением общественного здравоохранения и медицины, которое спасло жизни многим, кто раньше имел слабое здоровье. По словам Линн, у людей с более высокими образовательными достижениями меньше детей, а дети с более низким IQ происходят из больших семей.
Рецензия на «Дисгенику», написанная биологом-эволюционистом У. Д. Гамильтоном, опубликованная посмертно в 2000 году, восхваляет книгу и её поддержку евгеники, говоря: «Эта книга показывает, что почти все опасения ранних евгеников были обоснованными, несмотря на относительную скудость их доказательств на то время».
Психолог Николас Макинтош раскритиковал Линна за «неполное признание негативной взаимосвязи между социальным классом и образованием, с одной стороны, и детской смертностью и продолжительностью жизни, с другой». Он подверг сомнению интерпретацию данных Линна и отметил, что, согласно прочтению Линн теории естественного отбора, «если верно, что люди с более низким IQ и меньшим образованием производят больше потомства, то они более приспособлены, чем люди с более высоким IQ и образованием». По мнению Макинтоша, аргументы евгенистов, подобные аргументам Линна, основаны не на «биологическом императиве, а, скорее, на определённом наборе оценочных суждений».

### Расовые и национальные различия в интеллекте
Работа Линна по интеллекту восточных народов показала, что их средний IQ примерно на 5 пунктов выше, чем у белых в США и Европе. Психометрические исследования Линна были процитированы в книге 1994 года «Геллоусовая кривая» и подверглись критике.
В своей статье 2002 года «Цвет кожи и интеллект афроамериканцев», опубликованной в 2002 году в журнале Population and Environment, Линн пришёл к выводу, что светлость цвета кожи у афроамериканцев положительно коррелирует с IQ. Однако Линну не удалось учесть факторы окружающей среды в детстве, связанные с интеллектом, и его исследование подверглось критике в последующей статье, опубликованной в журнале Марком Э. Хиллом. В статье сделан вывод, что «… двумерная ассоциация [Линн] исчезает, если принять во внимание факторы окружающей среды детства».
Книга Линн «Расовые различия в интеллекте» 2006 года представляет собой крупнейший обзор глобальных данных о когнитивных способностях. В книге данные систематизированы по 10 группам населения и (в издании 2015 года) охватываются более 500 опубликованных статей.
В метаанализе Линн перечислены средние показатели IQ жителей Восточной Азии (105), европейцев (99), инуитов (91), выходцев из Юго-Восточной Азии и коренных народов Америки (87), жителей островов Тихого океана (85), жителей Ближнего Востока, Юга, выходцев из Азии и Северной Африки (по 84), жители Восточной и Западной Африки (67), австралийские аборигены (62), а также бушмены и пигмеи (54).
В статье 2010 года об IQ в Италии Линн утверждал, что IQ самый высокий на севере (103 во Фриули-Венеции-Джулии) и самый низкий на юге (89 на Сицилии) и коррелирует со средними доходами, ростом и детской смертностью, грамотностью и образованием. Отсутствие каких-либо фактических данных тестов IQ (поскольку Линн использовал данные баллов PISA), среди других методологических проблем, и последующие выводы Линна подверглись критике. Другие крупные исследования в Италии обнаружили гораздо меньшие различия в успеваемости. Несколько последующих исследований, основанных на прямой оценке IQ, не выявили существенных различий между итальянскими регионами. Напротив, результаты южной половины страны (103) иногда выше, чем результаты северо-центральных регионов (100—101).
В 2012 году Линн аналогичным образом заявил, что у южных испанцев IQ ниже, чем у северных испанцев, и считает, что это связано с генами Ближнего Востока и Северной Африки на Юге.

### Теория холодных зим
Линн предложил «теорию холодных зим» эволюции человеческого интеллекта, согласно которой интеллект в большей степени развился как эволюционная адаптация к более холодной среде. Согласно этой теории, холодная среда оказывает избирательное давление на более высокий интеллект, поскольку предъявляет когнитивные потребности, которых нет в более тёплой среде, например, необходимость найти способы согреться и запастись едой на зиму.
Джеймс Флинн раскритиковал эту теорию как несовместимую с глобальным распределением показателей IQ. Если бы теория была верной, жители Сингапура, которые происходят в основном из южной китайской провинции Гуандун, будут обладать более низким средним IQ, чем жители материкового Китая, хотя на самом деле верно обратное. В 2012 году Скотт А. МакГрил, писавший для Psychology Today, заявил, что теория не может объяснить проблемы, характерные для более тёплой среды, а также не объясняет, почему гоминиды, которые развивались в течение миллионов лет в более холодных условиях (таких как неандертальцы и Homo erectus) также не развился подобный интеллект.

### «IQ и богатство народов»
В книге «IQ и богатство народов» (2002) Линн и Ванханен утверждали, что различия в валовом внутреннем продукте (ВВП) на душу населения частично вызваны различиями в IQ, а это означает, что некоторые страны богаче отчасти потому, что их граждане более умны. К. Ричардсон писал в журнале «Наследственность», что связь между IQ и национальным богатством вряд ли удивительна, хотя её причинная противоположна предполагаемой Линном. И он бы не стал принимать представленные «доказательства» в этой книге.
Другие экономисты, рецензировавшие книгу, также указали на многочисленные недостатки в ходе исследования: от ненадёжной статистики IQ для 81 из 185 стран, использованных в анализе, ненадёжных оценок национального IQ в оставшейся 101 стране, и не опубликованных данных IQ. Это было в дополнение к крайне ненадежным оценкам ВВП для современных развивающихся стран. И ещё более ненадёжным историческим данным по оценке ВВП и национального IQ, относящимся к началу 19-го века, задолго до того, как обе концепции вообще существовали. Даже данные по 81 стране, где были фактически доступны прямые доказательства показателей IQ, были весьма проблематичными. Например, наборы данных, содержащие оценки IQ суринамцев, эфиопов и мексиканцев были основаны на нерепрезентативной выборке детей, эмигрировавших из страны своего рождения в Нидерланды, Израиль и Аргентину соответственно.
Экономист Томас Нечиба написал: «Такие радикальные выводы, основанные на относительно слабых статистических данных и сомнительных предположениях, кажутся в лучшем случае ошибочными и довольно опасными, если воспринимать их всерьёз. Поэтому в этой книге трудно найти что-либо, что можно было бы порекомендовать».

### Половые различия в интеллекте
Исследование Линна, связывающее размер мозга и время реакции с измеренным интеллектом, привело его к проблеме, заключающейся в том, что у мужчин и женщин мозг разного размера в зависимости от их тела. В 2004 году Линн и Ирвинг провели метаанализ и сообщили, что разница в IQ примерно в 5 баллов проявляется с 15 лет и старше.
Однако в 2006 году такие исследователи, как Йоханнес Роян и Алан С. Кауфман, обнаружили противоречивые результаты в отношении гендерных различий в IQ. Исследование Рояна показало, что различия в гендерном развитии были меньше, чем предсказывал Линн, и на самом деле были настолько малы, что не имели практического значения.

## Критика
В 1994 году Чарльз Лейн раскритиковал методологию Линна в своей статье в The New York Review of Books «The Tainted Sources of The Bell Curve» (1994).
Ряд учёных критикует Линна за искажение статистических выводов и низкое качество некоторых данных. В 1995 году психолог Леон Камин обвинил Линна в критическом обзоре «Геллорсовой кривой» за «игнорирование научной объективности», «искажение данных» и «расизм».
Данные, которые Линн и Ванханен использовали для самой низкой оценки IQ, Экваториальная Гвинея, были взяты у группы детей в доме для детей с отклонениями в развитии в Испании.
В 2002 году академический спор возник после того, как Линн заявил, что некоторые расы по своей природе более психопатичны, чем другие, а другие психологи раскритиковали его данные и интерпретации. Камин сказал, что «искажения данных Линна представляют собой поистине ядовитый расизм в сочетании со скандальным пренебрежением к научной объективности».
В 2006 году Джон П. Джексон-младший из Университета Колорадо в Боулдере оспорил утверждение Линн в журнале Science of Human Diversity о том, что Фонд Pioneer был создан для финансирования объективных научных исследований.
В феврале 2018 года студенческий союз Ольстерского университета выступил с предложением лишить Линна звания почётного профессора. В ходатайстве утверждалось, что титул Линна следует отозвать, поскольку он сделал заявления, которые «носят расистский и сексистский характер». В апреле 2018 года университет согласился на эту просьбу.

## Труды

### Монографии
- Personality and National Character (Черты личности и национальный характер). International series of monographs in experimental psychology, т. 12. Pergamon Press, 1971.
- Introduction to the Study of Personality (Введение в исследования черт личности). Basic Books in Education. Macmillan, 1971.
- The Entrepreneur, Eight Case Studies (под редакцией Р. Линна). George Allen & Unwin, 1973.
- Educational Achievement in Japan: Lessons for the West (Достижения образования в Японии: уроки для Запада). M. E. Sharpe, 1988.
- The Secret of the Miracle Economy: Different National Attitudes to Competitiveness and Money (Секрет экономического чуда: различные национальные взгляды на соревнование и деньги). Social Affairs Unit, 1991.
- Dysgenics: Genetic Deterioration in Modern Populations (Дизгеника: генетическое ухудшение современных популяций). Уэстпорт (штат Коннектикут): Praeger Publishers, 1996; второе издание — Лондон: Ulster Institute for Social Research, 2011.[52]
- Eugenics: A Reassessment (Евгеника: новый анализ). Praeger Publishers, 2001.[53]
- The Science of Human Diversity: A History of the Pioneer Fund (Наука о разнообразии человека: история фонда пионеров). University Press of America, 2001.
- IQ and the Wealth of Nations (Коэффициент интеллекта и национальные богатства, с Тату Ванханеном). Praeger Publishers, 2002.
- IQ and Global Inequality (Коэффициент интеллекта и всемирное неравенство, с Тату Ванханеном). Washington Summit Publishers, 2006.
- Race Differences in Intelligence: An Evolutionary Analysis. Washington Summit Publishers, 2006; 2-е издание — там же, 2015.
  - Расовые различия в интеллекте. Эволюционный анализ. — М.: Профит Стайл, 2010.[54] — 304 с. — ISBN 5-98857-157-3
  - Расы. Народы. Интеллект. Кто умнее? — М.: АСТ, 2014. — 279, [1] с. : ил., портр. — ISBN 978-5-17-085142-3
- The Global Bell Curve: Race, IQ, and Inequality Worldwide (Глобальное нормальное распределение: раса, коэффициент интеллекта и всемирное неравенство). Washington Summit Publishers, 2008.
- The Chosen People: A Study of Jewish Intelligence and Achievement (Избранный народ: исследование интеллекта и достижений евреев). Washington Summit Publishers, 2011.[55][56][57]
- Intelligence: A Unifying Construct for the Social Sciences (Интеллект: объединённая конструкция для гуманитарных наук, с Тату Ванханеном). Лондон: Ulster Institute for Social Research, 2012.[58]
- Race and Sport: Evolution and Racial Differences in Sporting Ability (Раса и спорт: эволюция и расовые различия в спортивных достижениях, с Эдвардом Даттоном). Лондон: Ulster Institute for Social Research, 2015.
- Memoirs of a Dissident Psychologist. Лондон: Ulster Institute for Social Research, 2020[59].
- Sex Differences in Intelligence: The Developmental Theory (Различия полов в интеллекте: теория развития). Лондон: Arktos Media, 2021.

### Статьи
- Who discovered the Flynn Effect? A review of early studies of the secular increase of intelligence
- A longitudinal study of sex differences in intelligence at ages 7, 11 and 16 years
- Интеллект и экономическое развитие // Психология. Журнал Высшей школы экономики. 2008. Т. 5, № 2. С. 89-108.
- Национальный интеллект и его экономический и социальный эффект // Психологическая наука и образование. 2009. № 4.